# Otto Petersilie

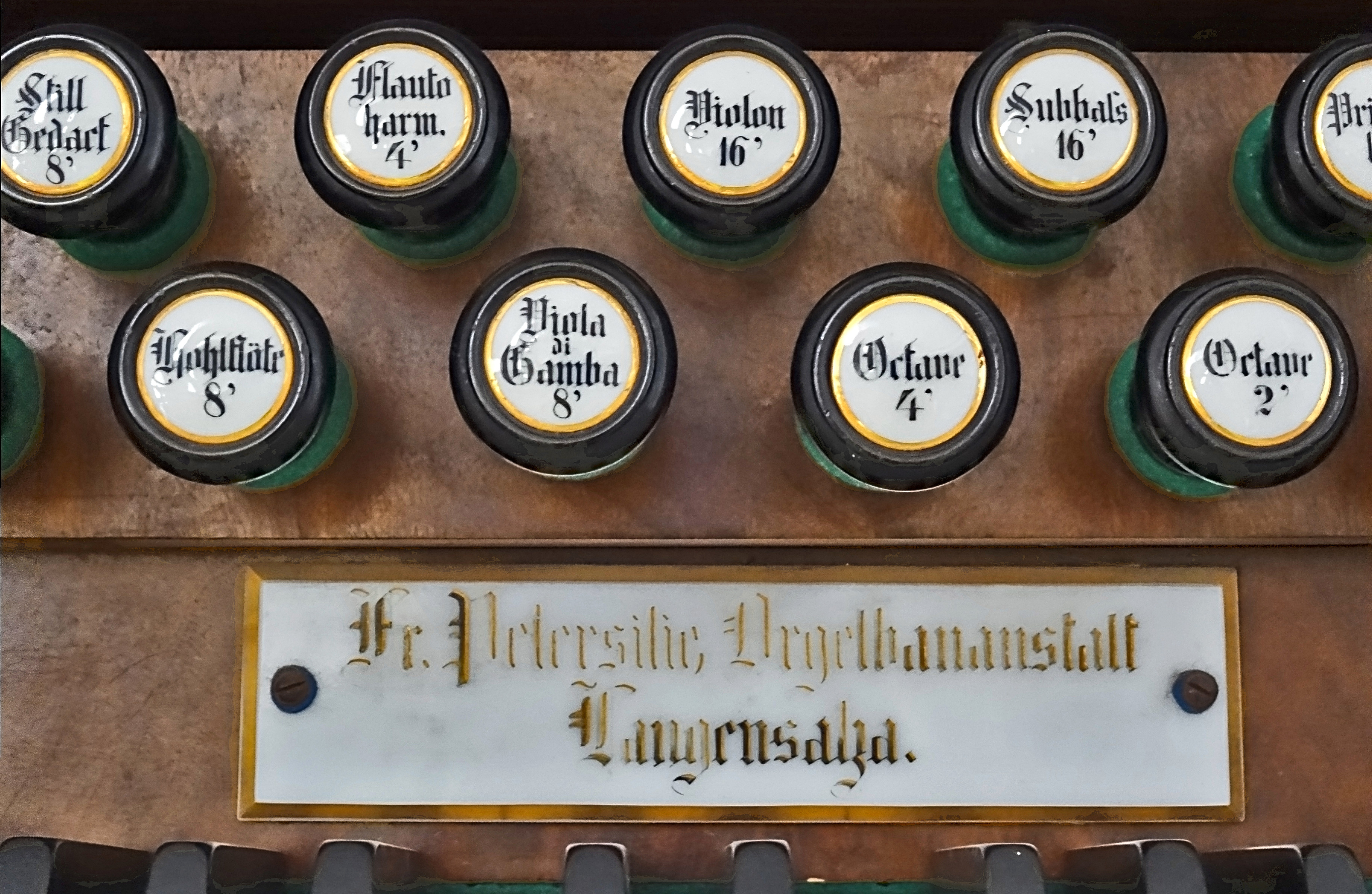
Firmenplakette

Karl Friedrich Otto Petersilie (* 15. Juni 1852 in Langensalza; † 19. Dezember 1928 ebenda) war ein deutscher Orgelbauer.

## Leben und Wirken
Otto Petersilie wurde 1852 als der ältere Sohn des Orgelbaumeisters Friedrich Erdmann Petersilie in Langensalza geboren. Dort hatte sein Vater zwei Jahre zuvor seine Orgelbaufirma gegründet. Nachdem er bereits viele Jahre gemeinsam mit seinem Vater gearbeitet hatte, führte Otto Petersilie nach dessen Tod ab 1901 den Betrieb allein weiter. Er rüstete Orgeln schon zeitig mit einem motorisierten Antrieb der Schöpfbälge aus. Trotz höheren Wirkungsgrads konnte dieser sich nicht behaupten. Eine vollständig erhaltene Anlage besitzt noch die Marktkirche in Bad Langensalza.
Anfang der 1920er Jahre erlosch das Unternehmen.
Otto Petersilie starb im Dezember 1928 im Alter von 76 Jahren in Langensalza.

## Werkliste (Auswahl)
| Jahr    | Ort                   | Gebäude                        | Bild | Manuale | Register | Bemerkungen |
| ------- | --------------------- | ------------------------------ | ---- | ------- | -------- | --- |
| 1885    | Rüdigsdorf            | St. Jacobi                     |      | I/P     | 6        | derzeit nur eingeschränkt spielbar |
| 1897    | Hohengandern          | St. Bartholomäus               |      | II/P    | 18       | erhalten, jedoch 1938 tiefgreifender Umbau durch Alban Späth, Fulda; Generalsanierung durch Johannes Motz Orgelbau                                                                        |
| 1898    | Mühlhausen/Thüringen  | Martinikirche                  |      | II/P    | 28       | |
| um 1900 | Feldengel             | St. Matthäus                   |      | II/P    | 13       | |
| 1903    | Weißensee (Thüringen) | Stadtkirche St. Peter und Paul |      | II/P    | 21       | neues Orgelwerk im barocken Prospekt der Vorgängerorgel; inzwischen verändert |
| 1905    | Oberspier             | St. Johannes                   |      | II/P    | 14       | [ 3 ] |
| 1905    | Neunheilingen         | Sonnenkirche                   |      | II/P    | 19       | |
| 1906    | Langensalza           | Marktkirche St. Bonifacii      |      | II/P    | 31       | neue Windanlage; 1653 Neubau durch Jost Schäffer (Kirchheilingen), 1796–1799 Erneuerung durch Georg Christoph Heidenreich (Tennstedt), 1860/1861 Umbau durch Friedrich Erdmann Petersilie |
| 1913    | Erfurt                | Christuskirche                 |      | II/P    | 19       | pneumatische Taschenladen, Umbau und Neuintonation durch Orgelbau A. Schuster & Sohn, 1996 Reparatur und Reinigung durch Schönfeld, Stadtilm                                              |